# Чанкотадзе, Деви
Де́ви Вахта́нгович Чанкота́дзе (груз. დევი ჭანკოტაძე, (род. 1 сентября 1961 года) — генерал-лейтенант вооружённых сил Грузии, начальник Объединённого штаба Вооружённых Сил Грузии с 5 марта 2009 года по 8 октября 2012 года.

## Биография
Чанкотадзе прошёл подготовку в Тбилисском артиллерийском училище (1978—1982) и китайском Университете национальной обороны Народно-освободительной армии Китая (2001).
Чанкотадзе служил в Советской армии с 1982 года до вступления в Национальную гвардию Грузии в 1990 году. В 1990-х он командовал различными подразделениями артиллерии военных сил независимой Грузии, а также участвовал в гражданской войне начала 1990-х. Затем он служил заместителем начальника Генерального штаба вооружённых сил Грузии с 2000 по 2004 год, а позже военным представителем в СНГ до увольнения из армии в октябре 2005 года. Он возобновил службу в октябре 2007 в качестве командира артиллерийской бригады, занимал эту должность в августе 2008 года во время войны с Россией. После войны, в ноябре 2008 года Чанкотадзе был назначен заместителем начальника Объединённого штаба вооруженных сил Грузии.
5 марта 2009 года Чанкотадзе стал начальником Объединённого штаба ВС Грузии .

## Награды
- Орден Вахтанга Горгасала (III степени, 1995 год)[4]
- Знак «За Верность и Усердие Родине» (I степени, 2002 год)[4]
- Медаль министерства обороны Грузии «За безупречную службу» (I степени, 2008 год)[4]
- Орден Победы имени Святого Георгия (20 апреля 2009 год)[4][5]
- Президентский орден Сияние (26 мая 2010 год)[6]